# Tirreno-Adriatico 1974
Tirreno-Adriatico 1974 est la 9e édition de la course cycliste par étapes italienne Tirreno-Adriatico. L’épreuve se déroule sur cinq étapes entre le 12 et le 16 mars 1974, sur un parcours final de 780 km.
Le vainqueur de la course pour la troisième année consécutive est le Belge Roger De Vlaeminck (Brooklyn).

## Classements des étapes
| Étape | Date    | Villes étapes                         | km    | Vainqueur d’étape         | Leader du classement général |
| ----- | ------- | ------------------------------------- | ----- | ------------------------- | ---------------------------- |
| 1     | 12 mars | Santa Marinella - Fiuggi              | 187,0 | Walter Planckaert (BEL)   | Walter Planckaert (BEL)      |
| 2     | 13 mars | Frosinone - Pescasseroli              | 151,0 | Italo Zilioli (ITA)       | Italo Zilioli (ITA)          |
| 3     | 14 mars | Pescasseroli - Tortoreto              | 210,0 | Sigfrido Fontanelli (ITA) | Italo Zilioli (ITA)          |
| 4     | 15 mars | S.B del Tronto - Civitanova Marche    | 214,0 | Franco Bitossi (ITA)      | Italo Zilioli (ITA)          |
| 5     | 16 mars | S.B del Tronto - S.B del Tronto (clm) | 18,0  | Roger De Vlaeminck (BEL)  | Roger De Vlaeminck (BEL)     |

## Classement général
|    | Cycliste           | Pays     | Équipe             | Temps            |
| -- | ------------------ | -------- | ------------------ | ---------------- |
| 1  | Roger De Vlaeminck | Belgique | Brooklyn           | 20 h 18 min 09 s |
| 2  | Knut Knudsen       | Norvège  | Jolly Ceramica     | + 53 s           |
| 3  | Simone Fraccaro    | Italie   | Filcas             | + 1 min 07 s     |
| 4  | Josef Fuchs        | Suisse   | Filotex            | + 1 min 08 s     |
| 5  | Francesco Moser    | Italie   | Filotex            | + 1 min 15 s     |
| 6  | Freddy Maertens    | Belgique | Carpenter-Flandria | + 1 min 18 s     |
| 7  | Ole Ritter         | Danemark | Filotex            | + 1 min 20 s     |
| 8  | Franco Bitossi     | Italie   | Scic               | + 1 min 22 s     |
| 9  | Frans Verbeeck     | Belgique | Watney-Maes        | + 1 min 32 s     |
| 10 | Walter Planckaert  | Belgique | Watney-Maes        | + 1 min 32 s     |